# Karl-Heinz Lambertz
Karl-Heinz Lambertz (Schoppen, 4 juni 1952) is een Belgisch politicus. Hij was van 1999 tot 2014 de minister-president van de Duitstalige Gemeenschap van België en werd na de verkiezingen van 2014 voorzitter van het Parlement van de Duitstalige Gemeenschap, wat hij bleef tot in september 2016. Van juni 2019 tot januari 2023 oefende hij deze functie opnieuw uit.

## Loopbaan

### Algemene schets
Lambertz heeft rechten gestudeerd. Vanaf 1981 was hij volksvertegenwoordiger in de Duitstalige Raad voor de Sozialistische Partei, de Duitse benaming van de Parti Socialiste. Vanaf 1990 was hij minister in de Duitstalige Gemeenschapsregering en vanaf 1999 was hij minister-president van deze regering en sinds 2010 voorzitter van de Vereniging van Europese grensregio’s (AEBR).

## Studies
Licentiaat in de rechten en bijkomende opleiding in Duits recht aan de Universiteit van Heidelberg.

## Professionele loopbaan
Van 1976 tot 1980 was hij assistent aan de Rechtsfaculteit van de Université Catholique de Louvain, waarna hij tussen 1980 en 1990 als adviseur werkte. Van 1980 tot 1981 was hij dit bij de minister van Institutionele Hervormingen en van 1981 tot 1990 bij de SRIW.
Van 1980 tot 1981 was hij tevens adjunct-directeur van de NV Aerotech, waarna hij van 1988 tot 2010 lector aan de Rechtsfaculteit van de UCL werd.

## Chronologisch overzicht van de politieke activiteiten en mandaten
Van 1975 tot 1980 was Lambertz de voorzitter van de Raad van de Duitstalige Jeugd. Vanaf 1981 zetelde hij in het Parlement van de Duitstalige Gemeenschap, tussen 1997 en 2014 weliswaar onderbroken door zijn ministerschappen, en was er van 1981 tot 1990 fractievoorzitter van de SP, waarvan hij van 1984 tot 1990 de voorzitter was. Sinds 1986 zetelt hij tevens in het partijbureau van de PS.
Van 1990 tot 2014 had hij een ministeriële loopbaan in de Duitstalige Gemeenschapsregering. Van 1990 tot 1995 was hij minister van Media, Volwassenenvorming, Gehandicaptenbeleid, Sociale Zaken en Beroepsomscholing en van 1995 tot 1999 was hij minister van Jeugd, Vorming, Media en Sociale Zaken. Van 1999 tot 2014 was hij dan minister-president, van 1999 tot 2004 ook bevoegd voor Werkgelegenheid, Gehandicaptenbeleid, Media en Sport en van 2004 tot 2014 voor Lokale Overheid. Daarna was hij van 2014 tot 2016 parlementsvoorzitter van de Duitstalige Gemeenschap. In september 2016 volgde Lambertz Alexander Miesen op als deelstaatsenator voor de Duitstalige Gemeenschap in de Belgische Senaat. Hij bleef dit tot aan de verkiezingen van mei 2019. Vervolgens werd hij opnieuw voorzitter van het Parlement van de Duitstalige Gemeenschap. Hij bleef parlementsvoorzitter tot in januari 2023 en trad toen af, omdat hij enkele maanden eerder de leeftijd van 70 jaar had bereikt. In december 2023, na het afsluiten van de begrotingsbesprekingen in het Duitstalige Gemeenschapsparlement, nam Lambertz na 42 jaar parlementaire carrière tevens ontslag als parlementslid, waarmee hij zich terugtrok uit de actieve politiek.
Sinds 2001 is hij ook lid van de Comité van de Regio's (CVdR). voornamelijk werkzaam bij de Commissie voor burgerschap, bestuur, institutionele zaken en externe betrekkingen (CIVEX) en de Commissie voor sociaal beleid, onderwijs, werkgelegenheid, onderzoek en cultuur (SEDEC). Van 2011 tot 2015 was hij voorzitter van de PSE-Fractie in het CvdR. Na zijn functie als ondervoorzitter van het CvdR van 2015 tot juli 2017, was hij voorzitter van 12 juli 2017 tot 12 februari 2020.
Andere mandaten:
- Sinds 2000: lid van het Congres van Lokale en Regionale Overheden in Europa (CLROE – Kamer van Regionale Overheden)
- 2006-2010: rapporteur-generaal voor de Congres van Lokale en Regionale Overheden in Europa (CLROE) betreffende grensoverschrijdende samenwerking
- 2007-2010: voorzitter van de werkgroep voor grensoverschrijdende en interregionale samenwerking van het CLROE (GT/CIR)
- 2008-2010: voorzitter van het Comité voor Cultuur en Onderwijs van het CLROE
- 2010-2014: voorzitter van het Governance Comité van het CLROE
- 2010-2012: voorzitter van de Belgische delegatie van het CLROE
- 2010-2017: voorzitter van het Vereniging van Europese grensregio’s (AEBR)
- 2013-2014: voorzitter van de Euregio Maas-Rijn (EMR)

## Opdracht als bemiddelaar op 17 juli 2008
Op 17 juli 2008 werd hij samen met François-Xavier de Donnea (MR) en Raymond Langendries (cdH) door koning Albert II aangesteld als bemiddelaar om tegen 31 juli 2008 uit te maken in welke mate en onder welke voorwaarden de communautaire dialoog tussen de gemeenschappen van België het best wordt gevoerd.